# Panticosa

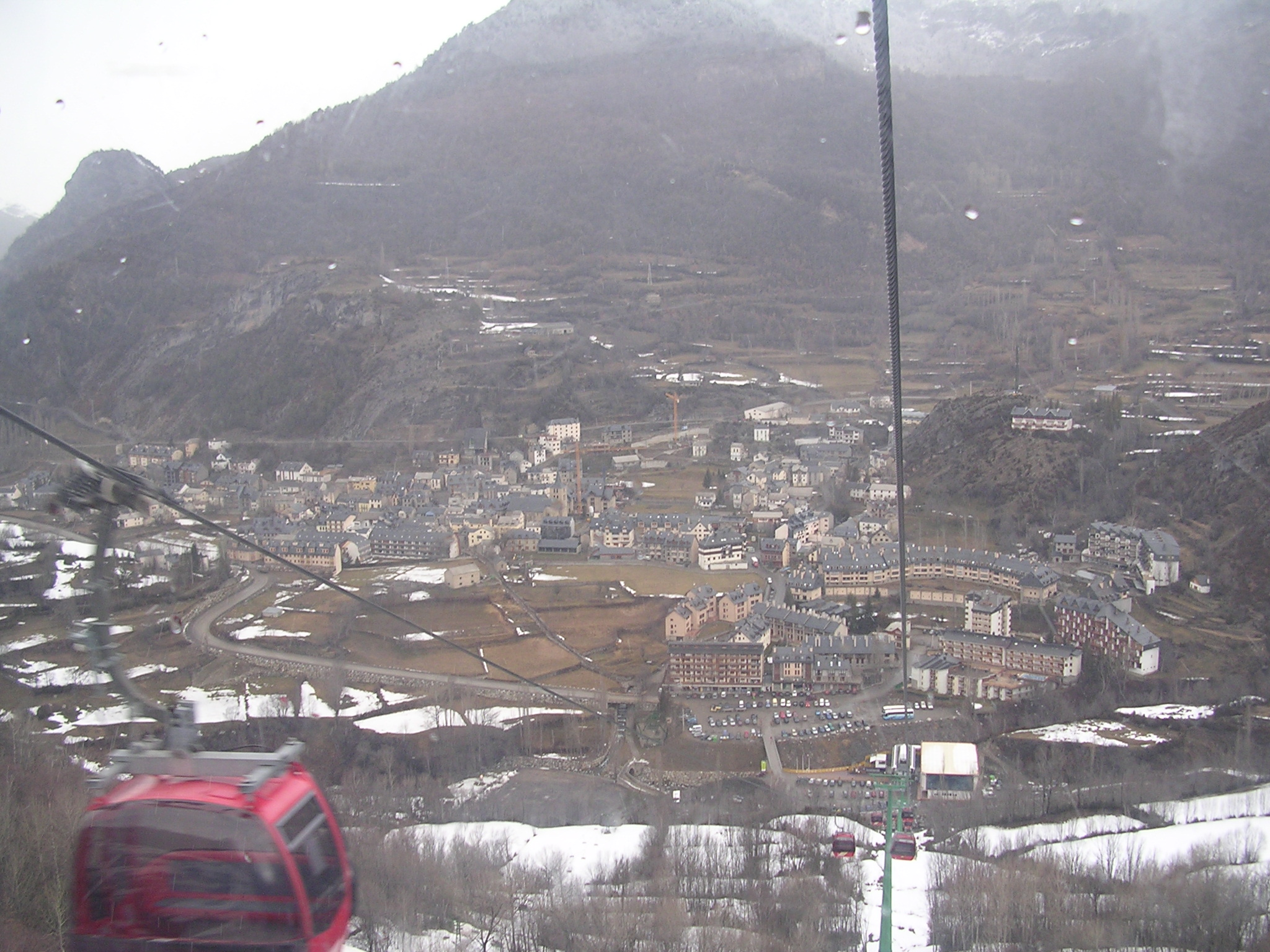
Panorama gminy Pandicosa.

Panticosa (arag. Pandicosa) – gmina w Hiszpanii, w Aragonii, w prowincji Huesca, w comarce Alto Gállego.
Powierzchnia gminy wynosi 95,9 km². Zgodnie z danymi INE, w 2005 roku liczba ludności wynosiła 647, a gęstość zaludnienia 6,74 osoby/km². Wysokość bezwzględna gminy równa jest 1184 metry. Kod pocztowy do gminy to 22661.

## Demografia
| 1991 | 1996 | 2001 | 2004 | 2005 |
| ---- | ---- | ---- | ---- | ---- |
| 9056 | 8759 | 8578 | 8855 | 9023 |